# Christian Friedrich Ecklon
Christian Friedrich Ecklon (Åbenrå 1795 – Ciudad del Cabo 1868) fue un botánico, recolector y boticario danés .
Ecklon realiza expediciones de recolectas en Sudáfrica, siendo su primer viaje en 1823, primero como aprendiz de botica y luego farmacéutico, tratando a la flora con fines medicinales. Sin fondos y con su salud deteriorada se ve forzado a vivir en pobre forma, vendiendo bulbos o preparando remedios herbales. Así todo, retorna a Europa en 1828, llevando una importante cantidad de especímenes de herbario. Durante su estancia en Hamburgo, de 1833 a 1838, trabaja en la revisión de esta colección. Este herbario se constituye en la base de la Flora Capensis (1860-1865) por su amigo, el farmacéutico hamburgués Otto W. Sonder (1812-1881) en colaboración con su colega irlandés William H. Harvey (1811-1866).
Ecklon fue coautor, con Karl Ludwig Philipp Zeyher que habían expedicionado juntos en 1829, de Enumeratio Plantarum Africae Australis Extratropicae (1835-7), un catálogo de la flora de Sudáfrica. Retornaría a ese país, donde fallece en 1868.
El herbario de Lehmann y de Sonder en el Museo Sueco de Historia Natural de Estocolmo otorga especiales referencias a las colecciones de Ecklon y de Zeyher.
Uno de sus pupilos fue Friedrich Heinrich Theodor Freese (ca. 1795-1876), un botánico y médico germano, que estudió la flora sudfricana.
En los registros de IPNI, Ecklon nombró un total de 2002 diferentes géneros y especies.

## Eponimia
Género
- Ecklonia Schrad.

Especies
- Ecklonia biruncinata o E. radiata
- Delosperma ecklonis Schwantes
- Helichrysum ecklonis Sond.

- La abreviatura «Eckl.» se emplea para indicar a Christian Friedrich Ecklon como autoridad en la descripción y clasificación científica de los vegetales.[1]